# Stenus ampliventris

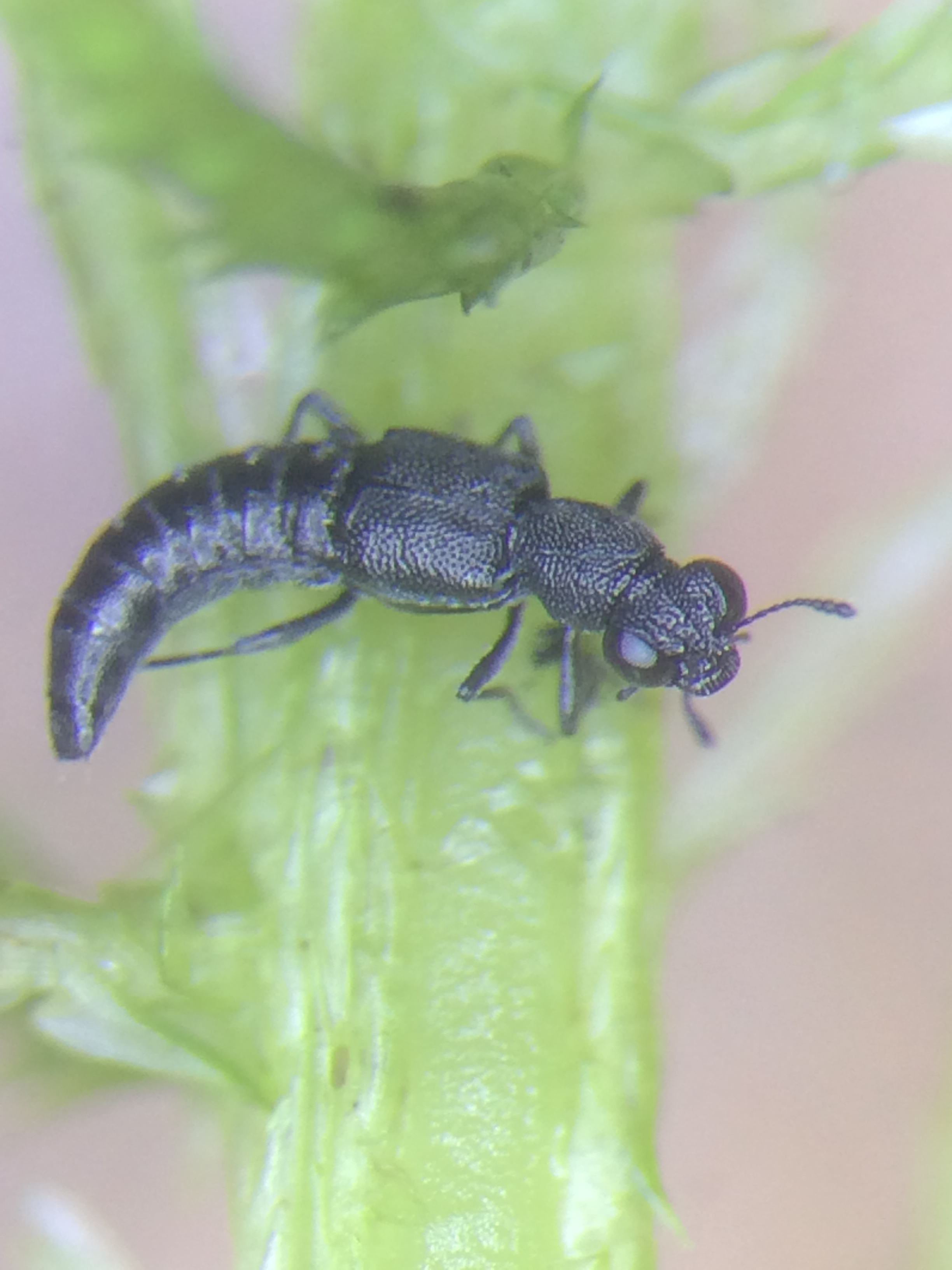
Ein Exemplar von Stenus ampliventris auf Torfmoos

Stenus ampliventris ist ein Käfer aus der Familie der Kurzflügler (Staphylinidae).

## Merkmale
Die Käfer erreichen eine Körperlänge von 3 bis 4 Millimetern. Die Deckflügel, die Beine und der übrige Körper der Tiere sind schwarz gefärbt. Lediglich das erste Glied der Kiefertaster ist hell, die übrigen sind stets schwarz. Die Punktur der Deckflügel ist stets getrennt. Zwischen den einzelnen Punkten ist eine schwache Mikrostrukturierung erkennbar.
Die Art ist einer Reihe von anderen europäischen Stenus-Arten sehr ähnlich. Wichtiges Unterscheidungsmerkmal ist die dichte, aber abseits der Flügeldecken nicht zusammengeflossene (verrunzelte) Punktierung der Oberseite.

## Vorkommen und Lebensweise
Die Tiere kommen in der Paläarktis vor, sie gilt als westsibirische Taiga-Art mit Reliktvorkommen bis Süd- und Mitteleuropa. Die nördliche Verbreitung reicht bis zum Polarkreis. In Mittel- und Südeuropa ist die Art sehr selten. Die Tiere besiedeln in Mitteleuropa Moore und leben dort in der Nähe von Seggenbulten, in welchen sie überwintern. Im nördlichen Verbreitungsgebiet besiedelt die Art auch Sümpfe, sie verliert also ihre Bindung an Moore. In Mitteleuropa scheint die Art jedoch zumindest tyrphophil zu sein. In Deutschland sind nur zwei rezente Vorkommen aus Brandenburg (Schorfheide und Dahme-Seen-Gebiet) bekannt. Die Art wird aufgrund ihrer Bindung an Moore als Eiszeitreliktart eingestuft.

## Taxonomie
Die Art wurde von dem finnischen Entomologen Johan Reinhold (John) Sahlberg nach Exemplaren aus einem Sumpfgebiet in der Nähe von Helsinki beschrieben. Der in Brandenburg gefundene Stenus wagneri L. Benick, 1917 ist synonym dazu, wie der Koleopterologe Volker Puthz 1991 herausfand, erst damit wurde die Art erstmals auch für Deutschland nachgewiesen.